# Oulpan

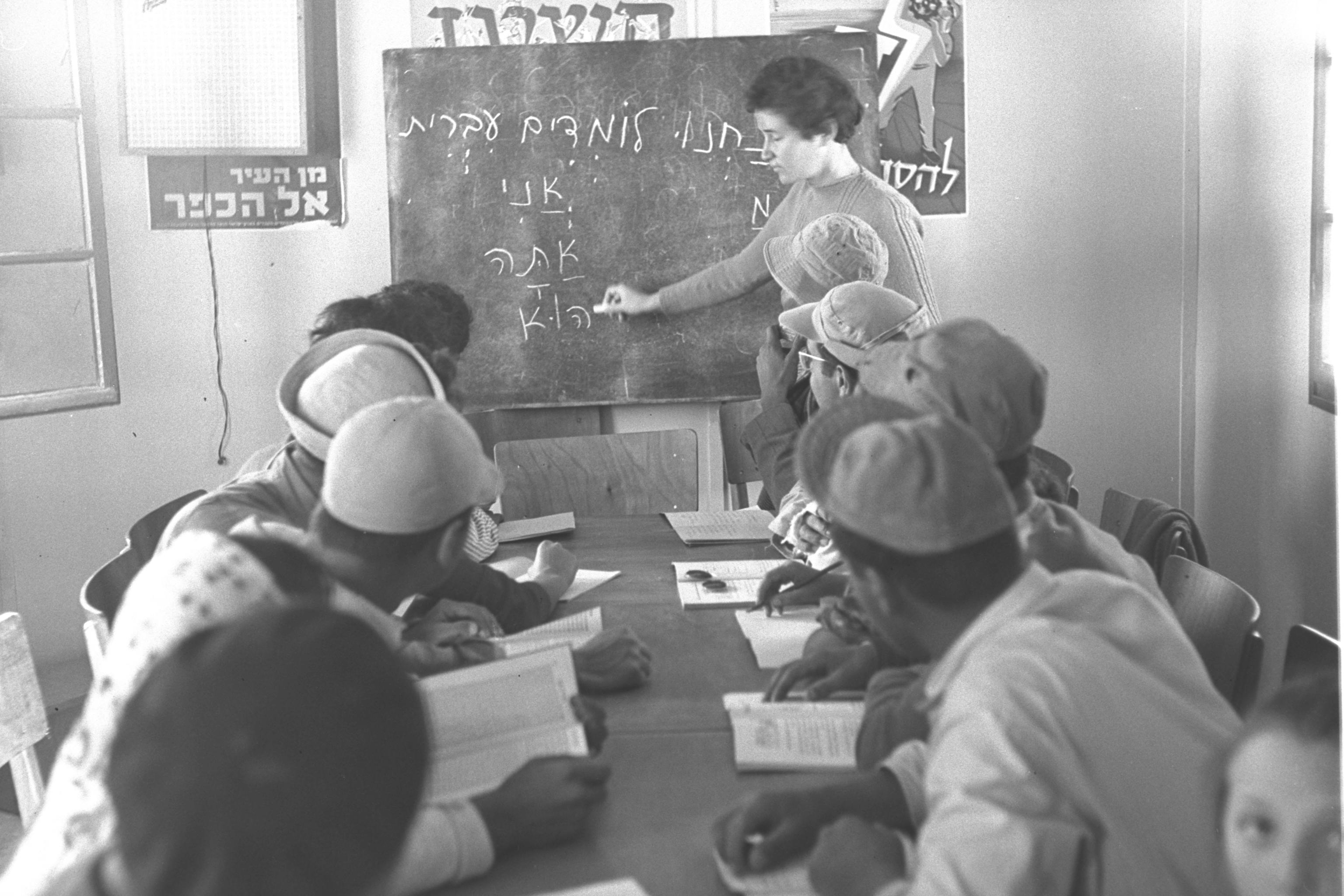
Un oulpan à Dimona en 1955.

Un oulpan (en hébreu : אולפן) est un institut d’apprentissage intensif de l’hébreu en Israël. Ces établissements ont été mis en place après 1948 pour faciliter l'intégration les nouveaux immigrants dans le pays.